# 흰민들레
흰민들레는 국화과의 여러해살이풀이다. 민들레와 비슷하지만, 흰색 꽃이 피므로 쉽게 구분할 수 있다.

## 생태
원줄기 없이 모든 잎은 뿌리에서 나와 비스듬히 서며 자란다. 길이 7~25센티미터, 너비 3~6센티미터쯤 되며, 도피침형 또는 피침형이고 가장자리가 무 잎처럼 깊게 갈라진다. 꽃은 4~6월에 피며 처음에는 꽃자루 잎보다 짧게 나와 그 끝에 흰색 두상화가 한 개씩 달린다. 꽃이 피고 열매가 맺힐 때쯤엔 꽃자루가 잎보다 훨씬 길어진다. 총포는 연한 녹색인데 바깥쪽 조각에 민들레처럼 돌기가 있다. 열매는 수과로 윗 부분에 돌기가 있으며, 갓털은 갈색 또는 흰색이다. 뿌리는 수직으로 뻗고 굵다.

## 쓰임새
민들레와 같이 포공영(浦公英)이라 하여 생약으로 쓴다. 어린잎은 생채로 먹거나, 살짝 데쳐 나물로 무쳐 먹는다. 뿌리는 약용으로 쓰이고, 꽃은 그늘에 말려 차로 마신다.

## 사진

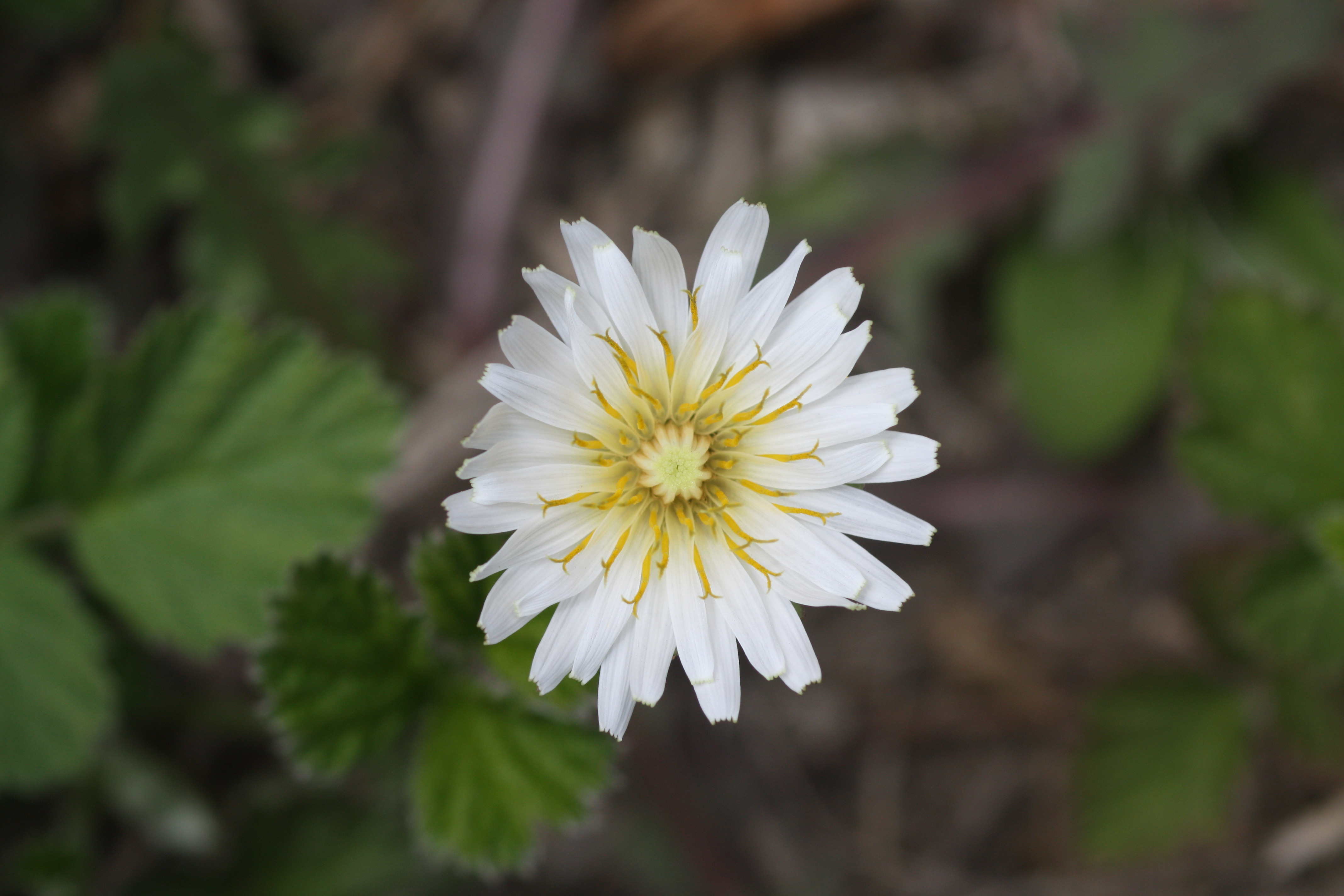
꽃차례
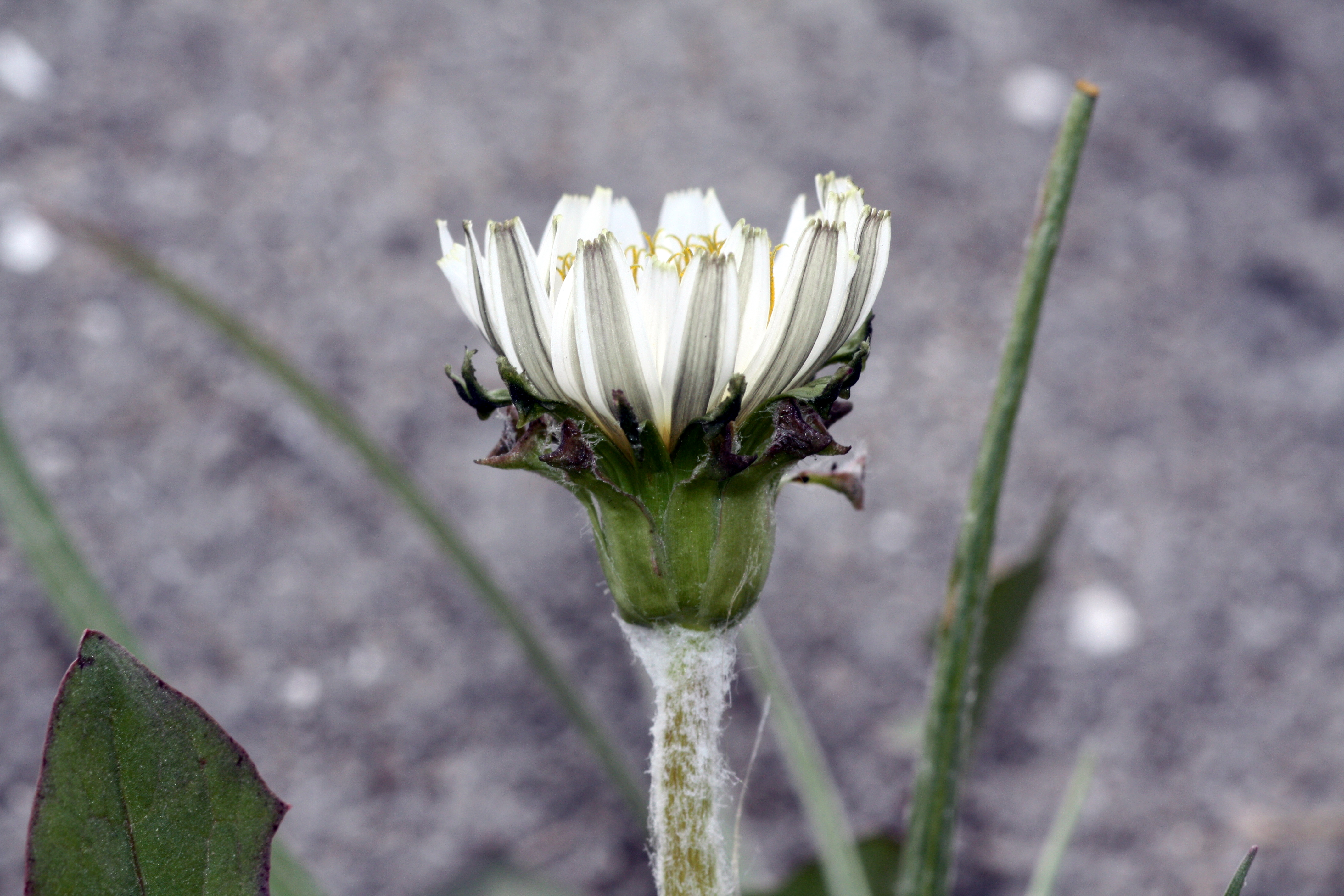
꽃차례 옆모습
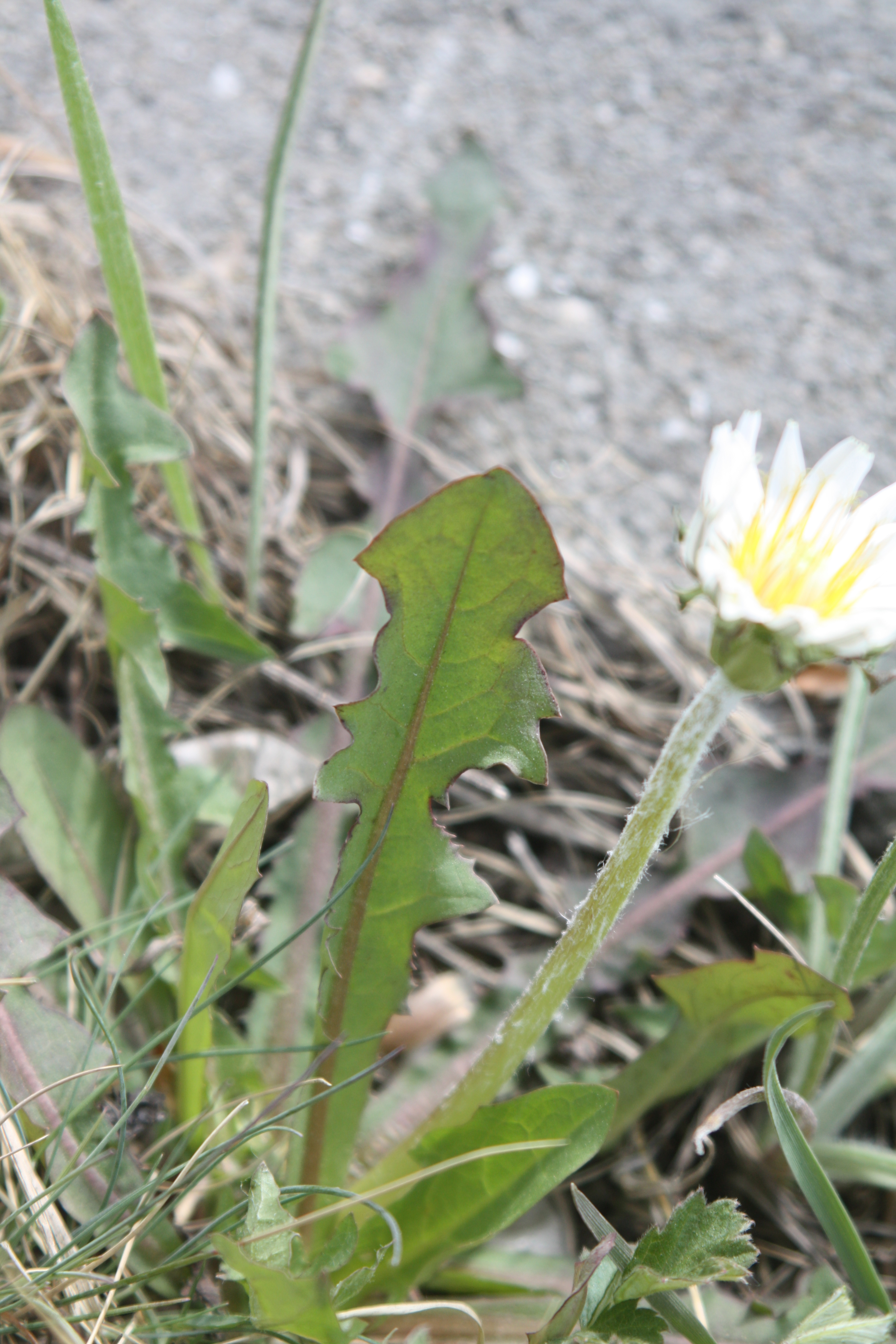
잎

## 참고 문헌
- 고경식; 김윤식 (1988). 《원색한국식물도감》. 아카데미서적.
- 이재명 (2009). 《느긋하게 친해져도 괜찮아 산나물 421》. 환크리에이티브컴퍼니. ISBN 978-89-958791-6-0.
- 풀베개